# Porto Rico aux Jeux olympiques d'hiver de 1998
Porto Rico participe aux Jeux olympiques d'hiver de 1998, organisés à Nagano au Japon. Ce pays prend part à ses cinquièmes Jeux olympiques d'hiver. Six athlètes portoricains prennent part à la manifestation. Ils ne remportent pas de médaille.

## Athlètes engagés

### Bobsleigh
| Bob   | Athlètes                      | Épreuve    | Manche 1 | Manche 1 | Manche 2     | Manche 2 | Manche 3 | Manche 3 | Manche 4 | Manche 4 | Total        | Total |
| Bob   | Athlètes                      | Épreuve    | Temps    | Rang     | Temps        | Rang     | Temps    | Rang     | Temps    | Rang     | Temps        | Rang  |
| ----- | ----------------------------- | ---------- | -------- | -------- | ------------ | -------- | -------- | -------- | -------- | -------- | ------------ | ----- |
| PUR-1 | John Amabile Joseph Keosseian | Bob à deux | 57 s 35  | 37       | Disqualifiés | –        | –        | –        | –        | –        | Disqualifiés | –     |

| Bob   | Athlètes                                                  | Épreuve      | Manche 1 | Manche 1 | Manche 2 | Manche 2 | Manche 3     | Manche 3 | Total        | Total |
| Bob   | Athlètes                                                  | Épreuve      | Temps    | Rang     | Temps    | Rang     | Temps        | Rang     | Temps        | Rang  |
| ----- | --------------------------------------------------------- | ------------ | -------- | -------- | -------- | -------- | ------------ | -------- | ------------ | ----- |
| PUR-1 | Liston Bochette Jorge Bonnet José Ferrer Joseph Keosseian | Bob à quatre | 56 s 45  | 32       | 55 s 96  | 31       | Disqualifiés | –        | Disqualifiés | –     |

### Ski alpin
| Athlète          | Épreuve         | Manche 1      | Manche 2      | Total         | Total |
| Athlète          | Épreuve         | Temps         | Temps         | Temps         | Rang  |
| ---------------- | --------------- | ------------- | ------------- | ------------- | ----- |
| William Schenker | Slalom masculin | 1 min 12 s 95 | 1 min 15 s 93 | 2 min 28 s 88 | 31    |